# NGC 941
NGC 941 je galaksija u zviježđu Kit.

## Vanjske poveznice
- SEDS: NGC 941